# Sport universitaire de l'Atlantique
Pour les articles homonymes, voir SUA et AUS.
Sport universitaire de l'Atlantique (SUA), Atlantic University Sport (AUS) en anglais, est une association régionale d'universités canadiennes qui aide à la coordination des compétitions sportives entre les universités. Elle contribue également à fournir des informations de contact, des calendriers, des résultats, et des communiqués pour le public et les médias. SUA, qui couvre les provinces canadiennes à l'est du Québec, est l'une des quatre associations de l'U Sports. Les trois autres associations sont le Réseau du sport étudiant du Québec, Sports universitaires de l'Ontario et Association sportive universitaire de l'Ouest canadien.

## Membres universitaires
| Institution                           | Équipe                     | Ville         | Province | Fondé |
| ------------------------------------- | -------------------------- | ------------- | -------- | ----- |
| Université Acadia                     | Axemen/Axewomen            | Wolfville     | NS       | 1838  |
| Université du Cap-Breton              | Capers                     | Sydney        | NS       | 2005  |
| Université Dalhousie                  | Tigers                     | Halifax       | NS       | 1818  |
| Université Memorial de Terre-Neuve    | Sea-Hawks                  | Saint-Jean    | NL       | 1925  |
| Université Mount Allison              | Mounties                   | Sackville     | NB       | 1839  |
| Université de Moncton                 | Aigles Bleus/Aigles Bleues | Moncton       | NB       | 1963  |
| Université du Nouveau-Brunswick       | Varsity Reds               | Fredericton   | NB       | 1785  |
| Université de l'Île-du-Prince-Édouard | Panthers                   | Charlottetown | PE       | 1969  |
| Université Sainte-Marie de Halifax    | Huskies                    | Halifax       | NS       | 1802  |
| Université Saint-Francis-Xavier       | X-Men/X-Women              | Antigonish    | NS       | 1853  |
| Université Saint-Thomas               | Tommies                    | Fredericton   | NB       | 1910  |